# Ruotbert von Trier
Ruotbert von Trier († 19. Mai 956 in Köln) war von 931 bis 956 Erzbischof von Trier.

## Leben
Die Annahme, Ruotbert sei ein Bruder von Mathilde, der Gemahlin König Heinrichs I., gewesen, wird in der neueren Forschung bezweifelt. Eduard Hlawitschka vermutet eine Herkunft aus Lothringen. Ruotbert wurde 931 zum Erzbischof von Trier ernannt, kurz darauf wurde er von König Heinrich I. zum Erzkanzler von Lothringen berufen. Von 937 bis 951 ist er als Erzkanzler und Erzkapellan Ottos I. belegt. Im Jahr 951 nahm er am ersten Italienzug Ottos I. teil. Der Schwerpunkt seiner Politik lag im Westen des Reiches, was ihn in Konflikt mit dem lothringischen Herzog Konrad dem Roten und Ottos Bruder Brun (Bruno von Sachsen, Kanzler des römisch-deutschen Kaiserreichs und Erzbischof von Köln) brachte.
Konrad beschuldigte ihn bei Otto der Untreue und Brun verdrängte ihn nach 940 zunehmend aus der Hofkapelle. 946 erreichte Ruotbert die Rückübertragung der Abtei St. Servatius in Maastricht. Er starb während seiner Teilnahme am Kölner Hoftag 956. Sein Leichnam wurde in Trier beigesetzt.